# Palais royal (Fès)
Pour les articles homonymes, voir Dâr-al-Makhzen.
Le palais royal de Maroc Dar el-Makhzen, est un palais situé dans la commune de Méchouar Fès Jdid, à Fès, au Maroc. 
D'une surface de 80 hectares, le site intègre le palais royal, une mosquée, une médersa (fondée par les mérinides en 1320) ainsi qu'une place d'armes.
Sa façade sur la place des Alaouites est constituée d'immenses portes en cuivre, qui ont été ciselées par un artisan local vers 1972. 

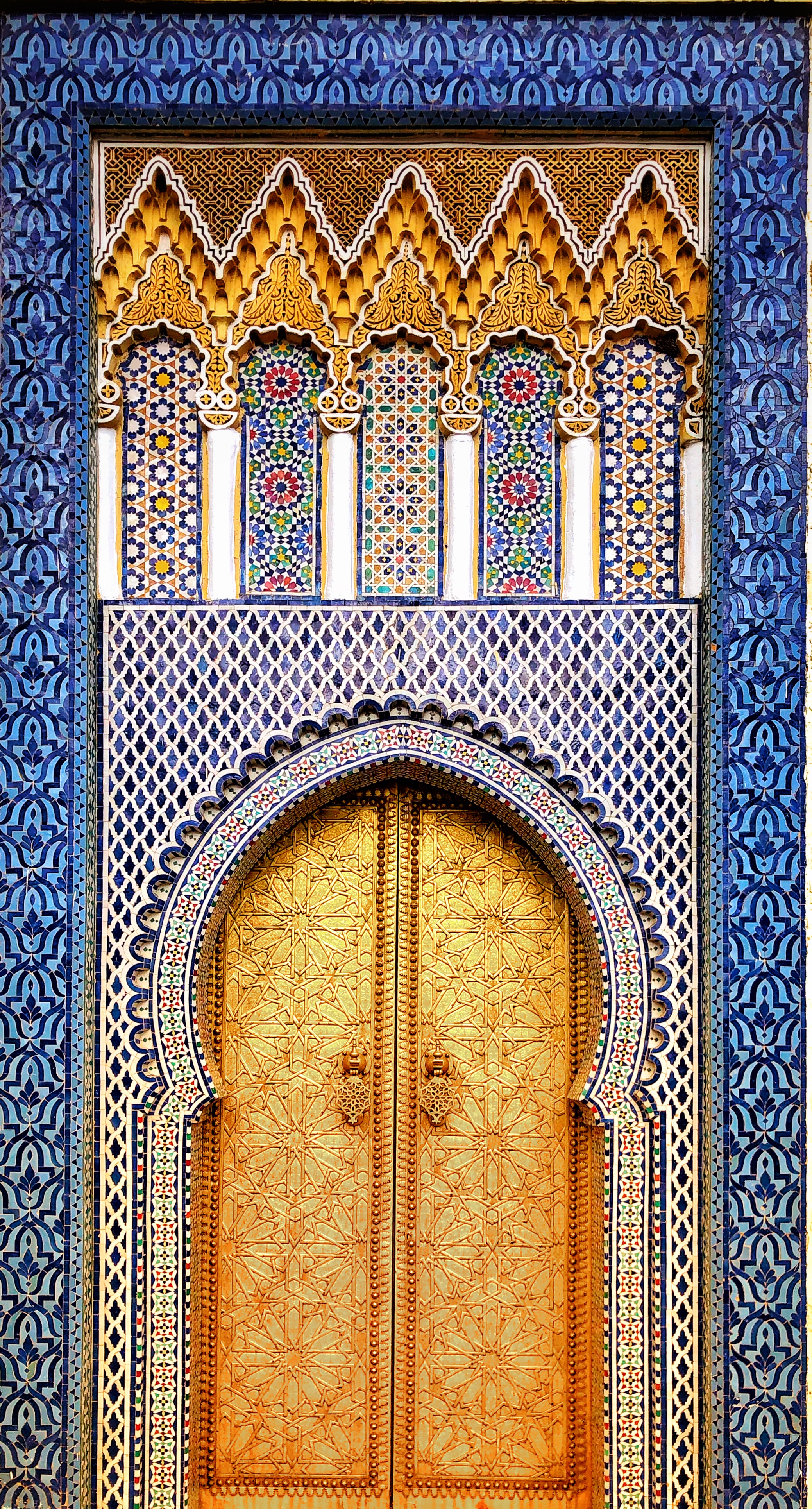
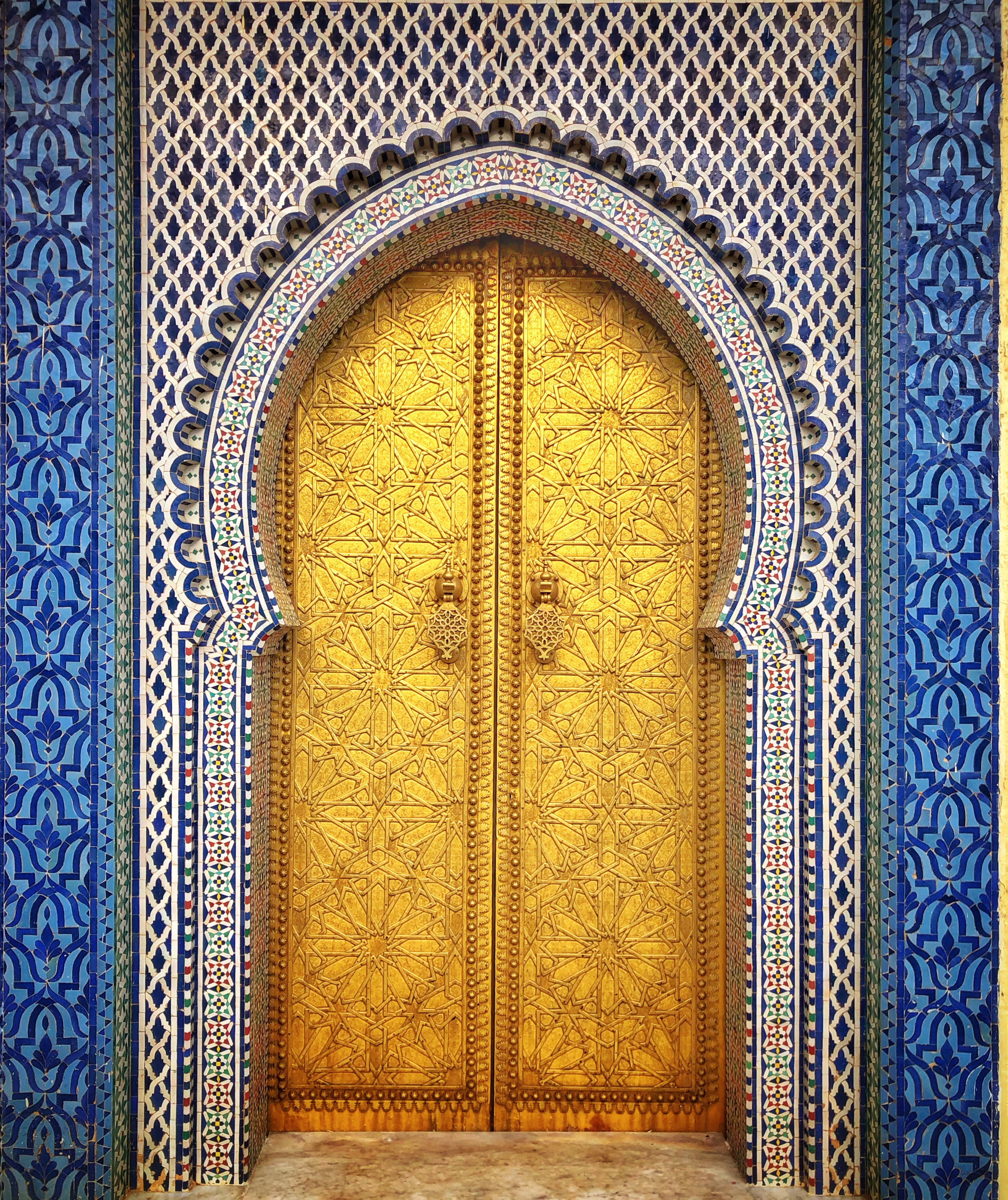
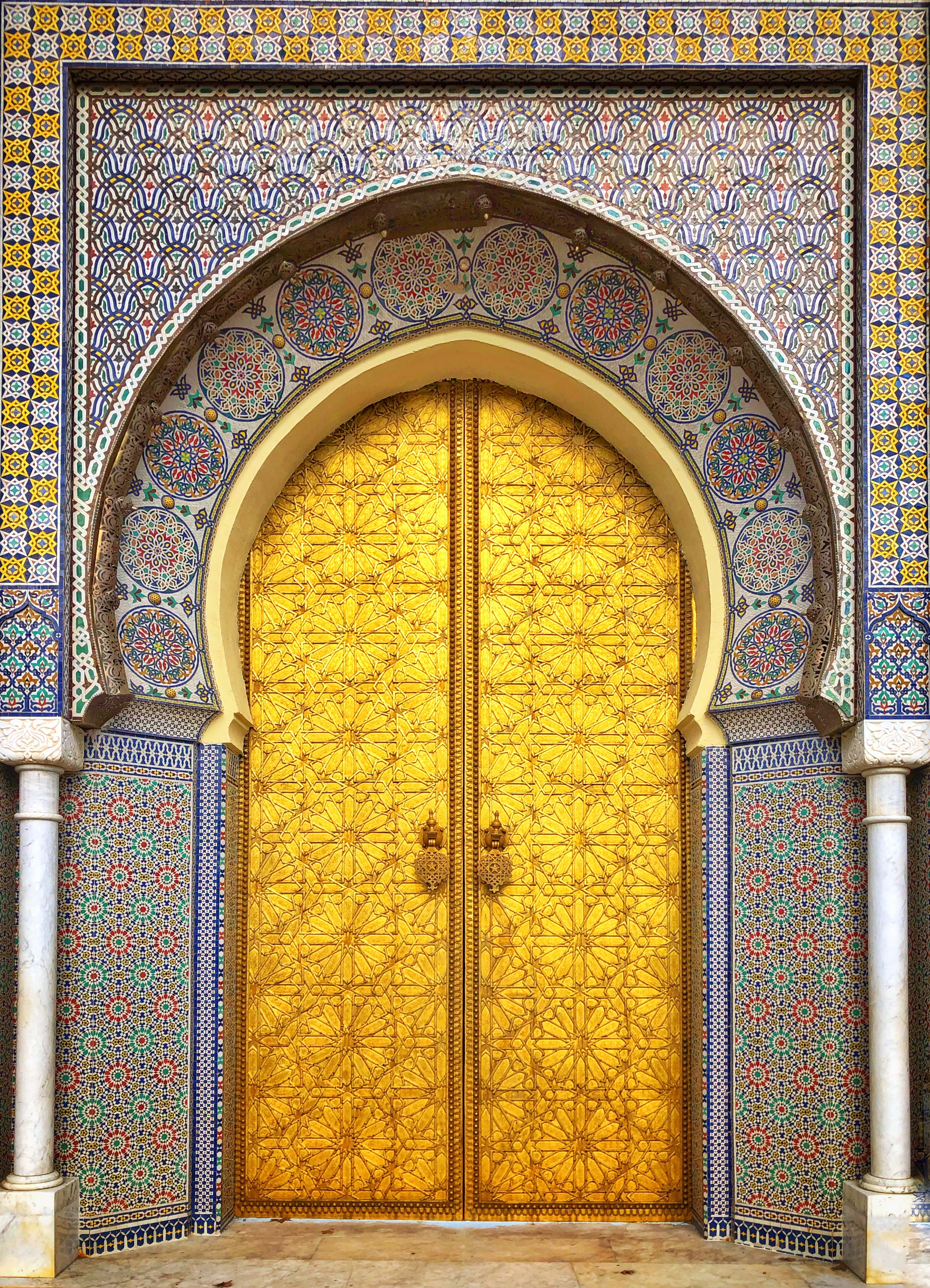
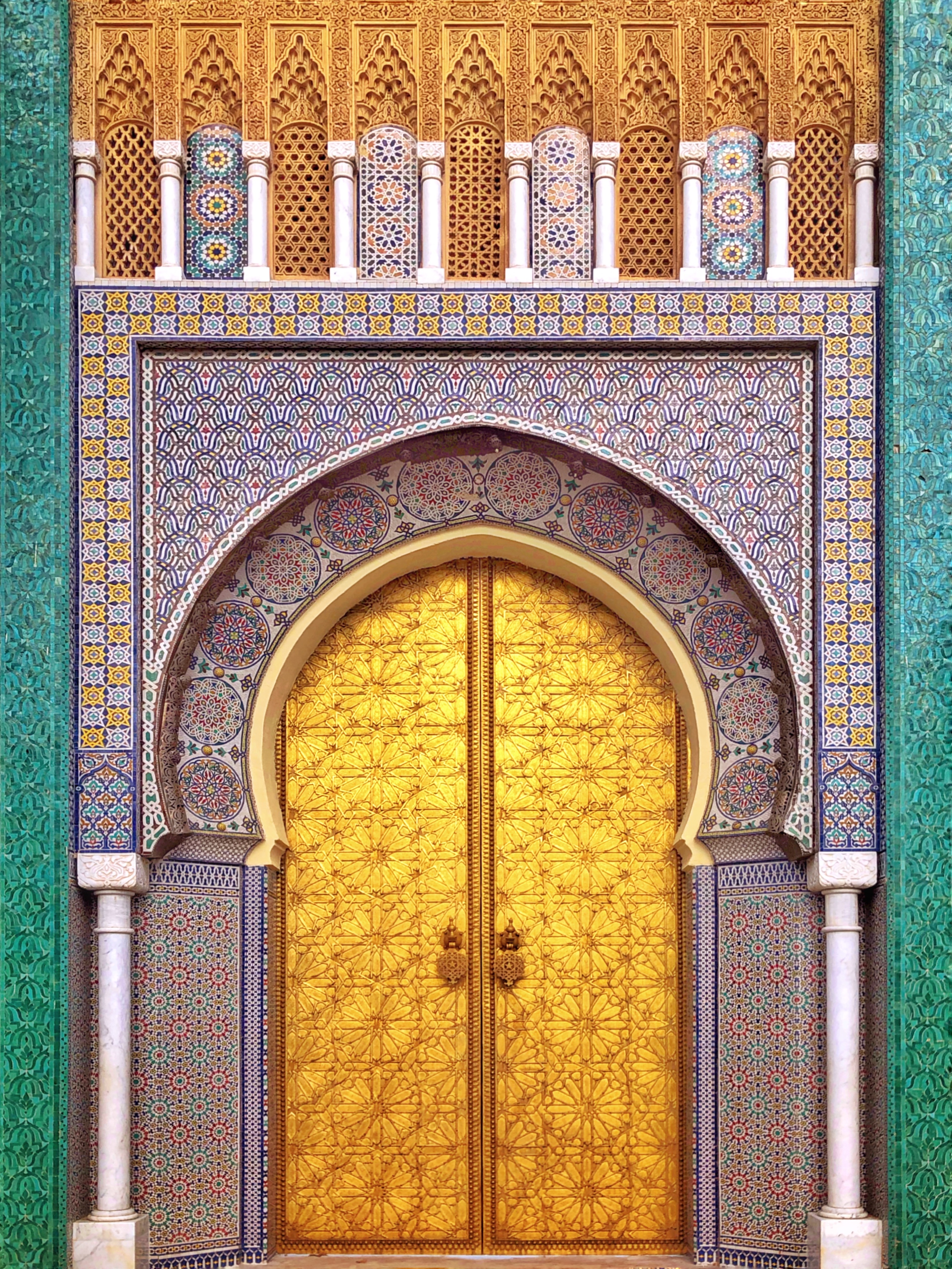
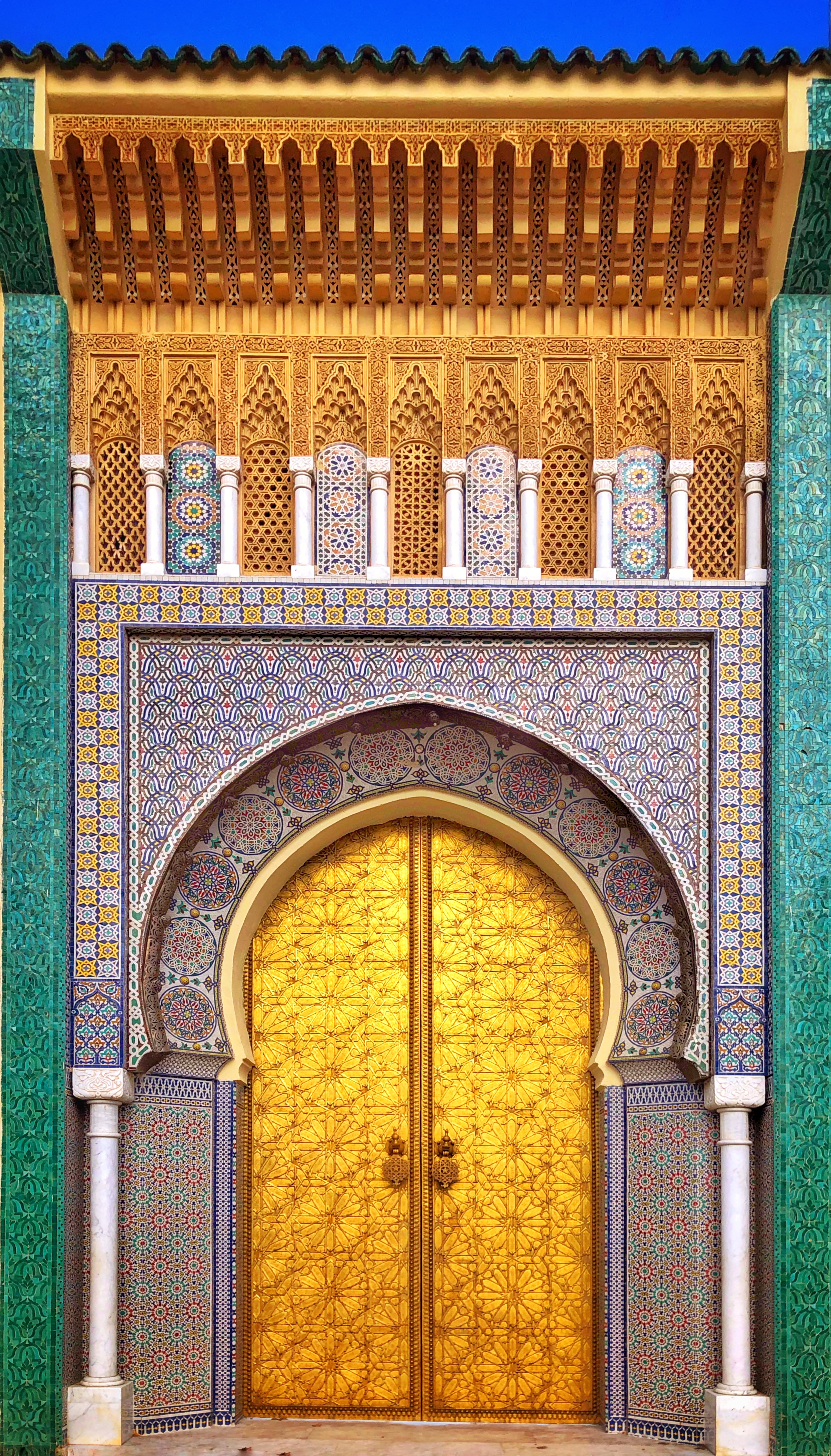